# Marcomer
Marcomer war ein fränkischer Heerführer bzw. Kleinkönig im späten 4. Jahrhundert, der 388 das Kölner Umland verwüstete, damit mehrere römische Gegenangriffe provozierte und später in Italien interniert war.
Zusammen mit den fränkischen Heerführern Gennobaudes und Sunno führte Marcomer im Jahr 388 einen erfolgreichen Überfall auf römisches Gebiet am Niederrhein an. Die Franken stießen auf linksrheinisches Gebiet vor und verwüsteten die Region um Köln, bevor sie mit reicher Beute abzogen. Den Hintergrund stellte vielleicht der Abzug mehrerer römischer Truppenteile vom Rhein auf Befehl des Usurpators Magnus Maximus dar, der damals in Gallien regierte. Detailliert wird dieser Angriff und die römische Reaktion darauf von dem um 400 schreibenden spätrömischen Geschichtsschreiber Sulpicius Alexander geschildert. Die Darstellung des Sulpicius ist jedoch nur in Form eines längeren Auszugs im Geschichtswerk des frühmittelalterlichen Bischofs und Geschichtsschreibers Gregor von Tours (spätes 6. Jahrhundert) erhalten, welches aber wertvolle Informationen enthält.
Dem Bericht Gregors zufolge, der sich nach eigener Aussage auf das dritte Buch der Historia des Sulpicius stützte, wurde ein Teil der Franken, der sich nicht über den Rhein zurückgezogen hatte, schließlich von römischen Truppen in einer Schlacht am Kohlenwald geschlagen. Allerdings hatte sich Marcomer bereits vorher mit reicher Beute absetzen können. Die Römer wurden von den Offizieren Nanninus und Quintinus kommandiert. Während Quintinus und andere Offiziere nun die Verfolgung der Franken auf ihr eigenes Gebiet planten, äußerte Nanninus Bedenken und zog nach Mogontiacum (Mainz) ab. Quintinus stieß mit den übrigen Truppen auf fränkisches Gebiet vor und zerstörte einige verstreute Höfe, wurde dann aber von den Franken in eine Falle gelockt; wahrscheinlich war auch Marcomer daran beteiligt. Die Römer erlitten eine schwere Niederlage, die der klassisch geschulte Sulpicius in Anlehnung an die clades Variana darstellte.
Gregor schildert weiter, sich auf das vierte Buch der Historia des Sulpicius berufend, die Strafexpedition des Heermeisters Arbogast gegen die Franken. Marcomer und Sunno mussten Geiseln stellen, wofür ihnen Valentinian II. offenbar den Frieden anbot. Einige Zeit darauf (391/92 oder 392/93) überschritt Arbogast im Winter erneut den Rhein und griff die Franken an, wobei Marcomer nach Sulpicius Alexander auch die Ampsivarier und Chatten anführte. Gennobaudes findet bereits nach der Schilderung des fränkischen Rheinübergangs keine Erwähnung mehr, vermutlich war er bereits während der dortigen Kämpfe gefallen.
Der Usurpator Eugenius erneuerte schließlich die Verträge mit den Franken und Alamannen. Um 396 (jedenfalls nach dem Tod des Kaisers Theodosius I.) mussten die Franken einen neuen Eid gegenüber dem Feldherrn Stilicho leisten, der den abwesenden Kaiser Honorius vertrat.
Der Dichter Claudian berichtet von der Internierung des von den Römern gefangenen (oder von den Franken exilierten) Marcomer in Etrurien. Daraufhin habe Sunno Marcomer rächen wollen, sei aber von seinen eigenen Leuten ermordet worden.
Für die Verfassung der frühen Franken ist das Exzerpt aus dem Werk des Sulpicius Alexander von großem Wert. Gregor von Tours hatte versucht herauszufinden, wie die frühen Frankenstämme organisiert waren, fand aber keine genauen Aussagen. Aus Sicht der modernen Forschung sind die dort erwähnten Bezeichnungen wie dux, regalis oder rex nicht gleichzusetzen mit den späteren Bedeutungen. Vielmehr handelte es sich bei den fränkischen Heerführern wohl nicht um Kleinkönige oder ähnliches, sondern um (militärische) Anführer. Über die genauen Herrschaftsstrukturen lässt sich allerdings aufgrund der vielfältigen Interpretationsmöglichkeiten kaum etwas sagen.

## Nachkommen
Der Autor des Liber Historiae Francorum bezeichnet Marcomer als Vater des (fiktiven) Königs Faramund, der wiederum der Vater von Chlodio gewesen sein soll. Diese Genealogie, die mehr als 330 Jahre nach Marcomer niedergeschrieben wurde, wird seit dem Ende des 19. Jahrhunderts als mythisch angesehen (siehe auch Falsche Merowinger).